# Raj Singh
Munraj Sahota es un luchador profesional indocanadiense conocido por el nombre en el ring de Raj Singh. Actualmente trabaja en Impact Wrestling bajo el nombre de Raj Singh, donde es miembro del Desi Hit Squad.

## Carrera de lucha libre profesional

### Carrera temprana (2004-2016)
Sahota recibió entrenamiento de su padre Gama Singh y debutó en 2003. De 2004 a 2016, como Gama Singh Jr., luchó exclusivamente en promociones canadienses como Stampede Wrestling, All-Star Wrestling, Prairie Wrestling Alliance, Great North Wrestling y Power Zone Wrestling. Durante esos años, Singh ganó los campeonatos en parejas de All-Star Wrestling y Stampede Wrestling.

### Impact Wrestling (2018-presente)
En el episodio del 1 de noviembre de Impact!, Sahota debutó bajo el nombre de Raj Singh. Debutó con su compañero de equipo Rohit Raju, con su equipo siendo llamado Desi Hit Squad. Fueron presentados por su mánager y el padre de Singh, Gama Singh. En su combate debut, Desi Hit Squad derrotó al equipo de The Beach Bums (Freddie IV & TJ Crawford). El Desi Hit Squad tuvo su siguiente combate durante el episodio del 6 de diciembre de Impact!, derrotando al equipo de Damien Hyde & Manny Lemons.
Desi Hit Squad regresó en el episodio del 3 de enero de 2019 de Impact! en un combate de equipos contra el equipo de Fallah Bahh & KM, el cual fue observado por Scarlett Bordeaux, con la esperanza de ganar su favor. Sin embargo, el Desi Hit Squad no pudo ganar el combate. Durante el mes de enero Singh luchó en su primer combate individual, perdiendo ante Trey Miguel. Más tarde en el ismo mes luchó y perdió su segundo combate individual contra Fallah Bahh. Durante el mes de febrero, el Desi Hit Squad luchó contra equipos como The Rascalz (Dezmond Xavier & Zachary Wentz) y Eddie Edwards & Eli Drake.

## Vida personal
Sahota es hijo del exluchador profesional Gama Singh. También es primo del luchador Yuvraj Singh Dhesi, conocido profesionalmente en la WWE como Jinder Mahal.

## Campeonatos y logros
- All-Star Wrestling (Canada)
  - ASW Tag Team Championship (1 vez) - con Tiger Raj Singh[1]

- Border City Wrestling
  - BCW Can-Am Tag Team Championship (1 vez) - con Rohit Raju[2]

- Prairie Wrestling Alliance
  - PWA Heavyweight Championship (2 veces)[3]
  - PWA Canadian Tag Team Championships (1 vez) - con Gama Singh Jr.[4]

- Pro Wrestling Illustrated
  - Situado en el puesto No. 255 de los 500 mejores luchadores individuales en el PWI 500 en 2019[5]

- Stampede Wrestling
  - Stampede British Commonwealth Mid-Heavyweight Championship (1 vez)[6]
  - Stampede Wrestling International Tag Team Championship (2 veces) - con Tiger Raj Singh[7]